# 西出博子
西出 博子（にしで ひろこ、1967年 - ）は、日本のマナー講師、マナーコンサルタント。
英国の民間企業WitH Ltd.ウイズ・リミテッド日本支社代表を務めたのち、ウイズ株式会社・HIROKO ROSE株式会社・一般社団法人マナー教育推進協会代表理事。南青山の西出ひろ子マナーサロン・English Rose House  およびプレミアムマナーサロン HIROKO ROSE HOUSE 主宰。全国のファストマナースクール（FAST MANNER）など総して、ヒロコマナーグループ代表。大妻女子大学卒業。元アミューズ所属。
2009年までは本名の「西出博子」名義で活動していたが、2010年より日本での活動は「西出ひろ子」との表記にされることが多い。2020年3月19日より「マナーズ博子」として活動スタート。2025年その表記を「マナーズ宙妃」に変更。

## 来歴
大分県別府市生まれ。大分市立中島小学校、大分市立碩田中学校、大分県立大分上野丘高等学校、大妻女子大学文学部国文学科卒業。21歳頃にマナー講師としての道を志す。大学卒業後、参議院議員などの秘書を経て、マナー講師として独立。1998年、イギリスのオックスフォードに渡り、現地で起業する。帰国後はコンサルティング業務や人材育成業務を行う。2008年には、中国にて日本人初のマナー本「一周快楽礼儀」(東方出版中心)を上梓。同年の上海ブックフェアで売上第３位となり、テレビや新聞、雑誌などからの取材を受け、企業での人材育成、マナー、カラー、美容研修も行い、2010年にも上海の企業にて講演、研修を行った。同年、『美麗俏佳人』(中国テレビ)が、日本の西出ひろ子マナーサロンにて、カラーとマナーについて取材し、中国にて放送された。。2010年、NTTドコモの接客マナー指導に入り、同年および翌年のJDP社「顧客満足度NO.1」タイトルに貢献。その様子は、マナーの賢人として「ソロモン流」(テレビ東京・2013年12月22日放送)でも紹介された。。
NHK大河ドラマや映画のマナー指導にも抜擢され、女優や俳優、タレントたちへのマナー指導もおこなっている。2017年放送の「ソレダメ！」（テレビ東京）マナーコーナーでは、カスマス（オードリー 春日俊彰・NEWS 増田貴久）へのマナー指導を行った。番組内では、結婚式やテーブルマナーほか、謝罪マナーや土下座の仕方も指導する。
2018年 日本テレビ ドラマ「Miss デビル」と「ZIP!」のコラボ企画のミニドラマ内で、西出ひろ子の考案した「表情トレーニング法」や「ハンバーガー話法」などのマナーコミュニケーション®法、また、お辞儀の仕方などが使用され、マナー監修もおこなった。
また、後進育成にも力を注いでおり、自身のマナー講師養成講座を卒業した金森たかこを著者とした『社会人1年目 ビジネスマナーの教科書』（プレジデント社）を企画監修し、同書はアマゾン「ビジネス・経済書」ランキング（2018年3月期）9位を獲得した。翌年、姉妹本の『社会人1年目 人前であがらずに話す教科書』（同社）を企画監修とした。徳島を拠点に活動する教え子の川道映理との共著『10歳までに身に付けたい 一生困らない子どものマナー』（青春出版社）も、重版を重ねるヒット作となっている。
義祖父の従兄に、載金（キリガネ）の人間国宝の西出大三。京都の料亭「瓢樹」（「瓢亭」より暖簾分け）は、叔母の実家である久保邸を使用。この建物は、もともと、日本画家・今尾景年宅であり、京都市の保全建物にも指定されている。2017年、「瓢樹」にて、和食マナーと和室での立居振る舞い講座もおこなった。
2019年には、NTT西日本CM撮影において、イチロー選手らにもマナー指導もおこなった。また、オックスフォード大学大学院生たちに、現地の和食レストランにて日本の和のマナーを伝え高く評価された。日本の文化と、互いを思い合い、ハッピーな社会を創造する真心マナー®︎を世界に伝える活動もおこなっている。
2020年 NHKドラマ「岸辺露伴は動かない 富豪村」にてマナー監修とマナー指導をおこなった。同「岸辺露伴は動かない くしゃがら」ではエキストラ出演もおこなっている。2023年同「岸辺露伴は動かない 密漁海岸」のマナー監修、マナー指導を行った。
2022年公開映画「バスカヴィル家の犬 シャーロック劇場版」にて、椎名桔平らにマナー指導をおこなった。
2023年、北斗晶氏が帯推薦の「突然『失礼クリエイター』と呼ばれて」をきなこ出版より刊行。同書にて、お悔やみのマナーについて、仏教、神道、キリスト教など、各宗旨を学ぶ中において、日本で最も多い仏教の師との出会いから、マナーの専門家としての造詣を深める意味において、小島雅道僧正を師僧としていることを綴った。
2024年、台湾企業PressPlayから依頼を受け、「真心マナー」をベースとした職場での人間関係構築コミュニケーションの教材に出演。

## 主な経歴
- 英国留学後、オックスフォード大学大学院卒のDNA研究者と共に英国法人WitH Ltd.を設立。
- 2006年 表参道・南青山に西出ひろ子マナーサロン・English Rose Houseを設立。
- 2007年 マナー初ニンテンドーDSソフト「私のハッピーマナーブック」 (TAITO) 監修。
- 2008年 中国「上海ブックフェア」にて日本人初のマナー本「一周快楽礼儀」を出版。
- 2009年 「NHKドラマスペシャル・白洲次郎」にてマナー指導および監修を担当[5]。
- 2010年 「NHK大河ドラマ・龍馬伝」にてマナー指導を担当[6]。
- 2011年「ひみつの嵐ちゃん」(TBS)などのテレビ番組にてマナー指導。
- 2012年 「ジョジョの奇妙な冒険」外伝「岸辺露伴は動かないー富豪村」(週刊ジャンプ)にてマナー監修。
- 2013年 岡倉天心生誕100周年記念映画「天心」にてマナー指導および監修を担当。
「ヒルナンデス」(日本テレビ)にて「愛され女子マナー」および「大人のマナー講座」コーナーを担当。
NHKドラマ『ガラスの家』マナー指導 。
テレビ東京『ソロモン流』にて“マナーの賢人”として紹介される
- 2014年　映画『るろうに剣心　京都大火編／伝説の最期編』マナー指導。
- 2015年　音楽療法とリトミックの手法を用いてマナー指導を行う、世界初の『マナーリトミック®』を考案。国立音楽院と共同開発。
- 2016年　NHK大河ドラマ「花燃ゆ」マナー指導。
フォーマルバッグのプロデュース。フォーマルバッグ生産 日本シェアNO.1の老舗 岩佐にて、真心マナーを日本の伝統文化技法にのせた、HIROKO STYLEヒロコマナーバッグ和柄編（西陣織・博多織・輪奈織）を世界に向けて発信。
- 2017年　冠婚葬祭用のブラックフォーマル HIROKO STYLE ヒロコマナーバッグ誕生。海外での販売もスタート。
『ソレダメ！』（テレビ東京）マナーコーナーレギュラー出演。
『真麻のドドンパッ！』（BS 日テレ）マナーコーナー レギュラー出演。
- 2018年 9月 高橋真麻氏が帯で推薦した「運命を味方につける プリンセスマナー」（河出書房新社）を発売。高橋真麻氏は同年12月22日に結婚。幸せになれるマナー本として注目される
- 2019年   NHK大河ドラマ「いだてん ～東京オリムピック噺～」にて、中村勘九郎・生田斗真らにマナー指導
- 2019年　NHKスペシャルドラマ「浮世の画家」にて、渡辺謙・佐野史郎・余貴美子らにマナー指導
- 2019年　NTT西日本 春 CM イチロー選手らに、名刺交換の仕方などのマナー指導
- 2020年　NHKドラマ「岸辺露伴は動かない　富豪村」にて高橋一生らにマナー指導
- 2021年   映画「バスカヴィル家の犬 シャーロック劇場版」にて椎名桔平らにマナー指導を行い、2022年劇場公開された。

## 主な著書・監修作品
- 『完全ビジネスマナー』（河出書房新社） 2005年5月。ISBN 4309243398
- 『お仕事のマナーとコツ』（学研） 2006年3月。ISBN 4054030580
- 『一周快乐礼仪 = Happy manner in one week』（東方出版中心）2008年。ISBN 978-7801868626
- 『あなたを変える美しい振る舞い : 気配りの言葉と思いやりのマナー』（ワニブックス）2009年4月。ISBN 978-4847018268
- 『今さら他人(ひと)に聞けないビジネスマナー虎の巻』（河出文庫）2010年4月。ISBN 978-4309410104
- 『ビジネスマナーたったこれだけ20アクション : GOTO DVD BOOK』（梧桐書院）2010年4月。ISBN 978-4340110049
- 『マナコミの成功学 : 仕事も人生もウイン-ウインに導く20の法則』（梧桐書院）2010年10月。ISBN 978-4340110087
- 『マンガでわかる!社会人1年生のビジネスマナー』（ダイヤモンド社）2011年1月。ISBN 978-4478013335
- 『基本のマナーBOOK』（マーブルトロン）2011年3月（2冊）。ISBN 978-4879196293（お仕事編）、ISBN 978-4879196330（日常生活編）。
- 『心に響く接客(マナー)の秘密 : お客様満足度No.1の作法 : なぜ形から入ると、伝わらないのか』（青春出版社） 2012年11月。ISBN 978-4413038645
- 『正しいビジネスメールの書き方 : 誰に送っても恥ずかしくないメールが書ける!』（日本能率協会マネジメントセンター） 2013年2月。ISBN 978-4820718604
- 『究極の「お客様満足度」を実現するプロフェッショナル接客・接遇マナー』（日本実業出版社） 2013年6月。ISBN 978-4534050731
- 『できる大人の気くばりのルール』（KADOKAWA） 2014年9月。ISBN 978-4046010407
- 『マナーコンサルタントがこっそり教える 実は恥ずかしい思い込みマナー』（PHP研究所） 2015年9月。ISBN 978-4569825533
- 『超一流の人がやっている すごいマナー』（ぱる出版） 2016年5月。ISBN 978-4827210002
- 『頭がいい人のマナー残念な人のマナー : 入社1年目から信頼される人は知っている』（すばる舎） 2016年11月。ISBN 978-4799104958
- 『運のいい人のマナー : あなたを守り、幸せにする』（清流出版） 2017年3月。ISBN 978-4860294588
- 『入社1年目ビジネスマナーの教科書 : イラストでまるわかり!』（プレジデント社） 2017年4月。ISBN 978-4833422291
- 『かつてない結果を導く超「接待」術 : 一流の関係を築く真心と"もてなし"の秘密とは』 （青春出版社） 2017年9月。ISBN 978-4413230506
- 『ビジネスでもプライベートでも知っておきたいマナーの基本』 （マイナビ文庫） 2018年2月。ISBN 978-4839965433
- 『入社1年目人前であがらずに話す教科書 : イラストでまるわかり!』（プレジデント社） 2018年3月。ISBN 978-4833422673
- 『10歳までに身につけたい一生困らない子どものマナー : この小さな習慣が、思いやりの心を育てます』（青春出版社） 2018年6月。ISBN 978-4413112581
- 『運命を味方につける プリンセスマナー』（河出書房新社） 2018年9月。ISBN 978-4309279442
- 『要点をギュッ！はじめてのビジネスマナー図鑑』（池田書房） 2019年2月。ISBN 978-4262174716
- 『気くばりメールはじめました! : すぐに書けてきちんと伝わる』（インプレス） 2019年3月。ISBN 978-4295005964
- 『一人でも部下がいる人のための褒め方の教科書』中村早岐子 著・西出ひろ子監修 （かんき出版） 2019年7月。ISBN 978-4761274283
- 『知らないと恥をかく 50歳からのマナー』(ワニブックス) 2020年8月。ISBN 978-4847099304
- 『超基本テレワークの教科書』(あさ出版) 2020年9月。ISBN 978-4866672342
- 『入社１年目の新しい教科書 ビジュアル版 ビジネスの基本とマナー』(Gakken) 2021年3月。ISBN 978-4058012468
- 『感じがいいねと言われる敬語の話し方』川道映里 著・西出ひろ子 監修 (ナツメ社) 2022年1月。 ISBN 978-4816371370
- 『気配りにいいこと超大全』 2022年6月。(宝島社) ISBN 978-4299030184
- 『育ちの良い人が使っている絶妙！「いいかえ」フレーズ』2022年9月。(PHP研究所) ISBN 978-4569853130
- 『令和のビジネスマナー』2023年3月。(秀和システム) ISBN 978-4798069258
- 『改訂版 入社１年目ビジネスマナーの教科書』2023年3月。(プレジデント社) ISBN 978-4833424936
- 『突然「失礼クリエイター」と呼ばれて」2023年10月。(きなこ出版) ISBN 978-4434328619

他、著書監修本(電子書籍含)、国内外で100冊以上。

## 出演
主なCM
- サントリー『プラスデュオ』 インフォマーシャル出演
- サントリー『セサミン』

主なテレビ番組
- セカイでニホンGO！（NHK総合 2011年10月6日）
- めざせ！会社の星（NHK教育 2011年 4月30日・5月14日 ほか多数出演）
- Rの法則（NHK教育 2014年 3月10日 ほか多数出演）
- 芸能人格付け品格チェック（ABC朝日放送 2013年 10月4日 ほか多数出演）
- ヒルナンデス！（日本テレビ 2013年 7月8日 ほか多数出演・2019年 7月18日）
- ノンストップ！（フジテレビ 2014年 1月14日 ほか多数出演）
- それダメ！（テレビ東京 2018年 2月14日 ほか多数出演）
- なないろ日和（テレビ東京 2019年 7月25日 ほか多数出演）
- ソロモン流 マナーの賢人 （テレビ東京 2013年 12月22日放送）
- サタデープラス（毎日放送 2018年 12月15日放送）
- ビビット！（TBS 2018年 8月9日放送 ほか多数出演）  
- キャスト (朝日放送 10月23日放送)
- Nスタ (TBS 2019年12月27日放送 ほか多数出演)
- 笑われるニホン人 (テレビ東京 2020年1月15日放送)
- FNN Live News α (フジテレビ 2020年9月11日放送)
- お願い！ランキング (テレビ朝日 2020年9月17日放送)
- スーパーJチャンネル (テレビ朝日 2021年12月23日放送)
- グッド！モーニング (テレビ朝日 2022年5月27日放送)
- あさイチ (NHK 2022年6月6日放送)
- 羽鳥慎一モーニングショー (テレビ朝日 2022年12月12日放送)
- ズームイン・サタデー (日本テレビ 2023年5月3日放送) 　そのほか、多数

主な新聞・雑誌・WEB
- 日経新聞（2019年 7月26日 ほか多数）
- NIKKEI STYLE（2019年 5月11日 ほか多数）
- 日経MJ（2016年 5月11日 ほか多数）
- 東京新聞（2019年 5月17日 ほか多数）
- 読売新聞（2018年 7月24日 ほか多数）
- 朝日新聞（2017年 7月16日 ほか多数）
- 毎日新聞（2017年 11月21日 ほか多数）
- スイス国民日刊紙【Neue Zürcher Zeitun】 （2019年 7月25日）
- 共同通信社　連載・他多数掲載配信
- anan・anan＊SPECIAL・Lips・Hanako（以上、マガジンハウス）
- 女性セブン・美的・SAKURA・Ane Can・CanCam・Oggi・Domani・週刊ポスト（以上、小学館）
- 週刊女性・CHANTO・ねんきん生活。（以上、主婦と生活社）
- Gainer・UOMO・STORY・CLACY（以上、光文社）
- MARSOL・SPUR・MORE・BAILA・メンズノンノ・週刊プレイボーイ・週刊ジャンプ ジョジョの奇妙な冒険_外伝 岸辺露伴は動かない 富豪村 マナー監修（以上、集英社）
- ベツバラ・GISELe・mina（以上、主婦の友社）
- STEADY・Spring・Sweet・mini・別冊宝島763（以上、宝島社）
- with・ひめぐみ・The デザート（以上、講談社）
- VOUGE　新プリンセス・マナー（VOUGE JAPAN）
- CREA（文藝春秋）
- 美人百花（角川春樹事務所）
- ChouChou（角川クロスメディア）
- GINGER（幻冬舎）
- 25ans・ヴァンサンカン ウエディング・ヴァンテーヌ・La Vie de 30ans（ハースト婦人画報社）
- プレジデント・プレジデント・ウーマン・プレジデントプラス（プレジデント社）
- 日経WOMAN・日経ビジネス・日経アソシエ・日経ベンチャー・日経ビジネス WEB・リアルシンプル・ジャパン（日経BP社）
- R25・R22・L25・HOT PEPPER・就職ジャーナル・B-ing・ビーカム・とらばーゆ（リクルート）
- OZ Plus・オズマガジン・別冊オズマガジン・saita （スターツ出版）
- THE21（PHP研究所）
- GetNavi・週刊パーゴルフ（学研パブリッシング）
- ベスト・ギア・Goods Press（徳間書店）
- ハッピー＊トリマー（緑書房）
- REAL（日本経済新聞社）
- AERA（朝日新聞社）
- Yomiuri Weekly（読売新聞社）
- ESSE（扶桑社）
- 清流（清流出版）
- OLマニュアル（研修出版）
- CIRCUS（KKベストセラーズ）
- ウレスタ・美容の経営プラン・ヘアモード（女性モード社）
- ゆほびか（マキノ出版）
- 進研ゼミ 高校講座（ベネッセコーポレーション）
- KRASO（フェリシモ）
- ALBA（ALBA）
- 月刊 デ☆ビュー（オリコン・エンタテイメント）
- 月刊 金融ジャーナル（金融ジャーナル社）